# Prins Wilhelms Palæ
Prins Wilhelms Palæ, oprindeligt von der Ostens Palæ er et tidligere adelspalæ i Frederiksstaden, København. Det har hovedfacade til Sankt Annæ Plads 13 og sidefacade til Amaliegade (nr. 1, der dog ikke er i brug).
Bygningen er opført 1749-51 i rokokostil i kælder og tre etager. Facaden mod pladsen har 13 fag, mens facaden mod Amaliegade har 11 fag. Facadernes to midtrisalitter er refendfuget.
Bygherren var gehejmeråd Wilhelm August von der Osten. Arkitekten er ukendt, men der er ingen tvivl om, at tegningerne i hvert fald er blevet censureret af – og måske udført af – Nicolai Eigtved, for bygningen opfylder de skrappe krav, som Eigtved stillede til facadeinddelingen.
En senere ejer var baron Charles August Selby, i hvis ejertid palæet blev kendt som Den Selbyske Gård. Han solgte i 1804 palæet for 36.000 Rdl. til kejserlig romersk generalkonsul Romeis. 1826 blev palæet købt af kong Frederik VI, som stillede det til rådighed for prins Vilhelm X af Hessen-Kassel, der boede her til 1839, hvor han med sin familie flyttede til Amalienborg, Brockdorffs palæ. 1878 blev palæet købt af restauratør Lars Larsen, der kaldte stedet for Larsens Lokale. Senere vendte han tilbage til navnet Prins Wilhelms Palæ, og folkeviddet døbte derfor palæet "Prins Larsens Palæ".
Den 28. november 1907 blev Kvindelig Læseforening stiftet på initiativ af Sophie Alberti ved en generalforsamling i palæets store sal. Der var stor tilslutning til sagen, og de 1.700 fremmødte kvinder kunne ikke alle få en plads.
Ejendommen har siden 1920'erne været hovedsæde for olieselskaberne DDPA (Det Danske Petroleums Aktieselskab), siden Dansk Esso og sidst Statoils aktiviteter. Palæet blev fredet i 1918, men alligevel kunne DDPA i årene 1922-23 foretage en større ombygning, der forhøjede palæet med en etage og desuden ændrede taget til mansardtag. Arkitekter for ombygningen var Niels Hauberg og Frederik L. Levy. I Dansk Essos ejertid blev bygningen restaureret ved Alf Cock-Clausen.
Statoil er nu fraflyttet, og palæet ejes af ejendomsselskabet Jeudan A/S. Først Ole Hagen og siden Ole Hagen arkitekter har siden 1970 været fast arkitekt for bygningen.